# 包东
包东（1962年4月—），男，汉族，浙江绍兴人，中华人民共和国政治人物，河北省归国华侨联合会党组书记、主席，中华全国归国华侨联合会副主席。